# Alberto Camilo

Alberto Camilo nacido el 30 de julio de 1937 es un exfutbolista argentino. Se desempeñaba como delantero y su primer club fue Rosario Central.

## Carrera
Entre 1957 y 1958 disputó 17 encuentros, marcando un gol. Su debut fue el 27 de julio de 1957 ante Atlanta, con triunfo canalla 1-0.  El 4 de diciembre anotó su único gol en primera ante Vélez Sarsfield, partido que finalizó 4-0; los restates tres goles los marcó el Gitano Juárez. Durante 1958 sus participaciones se dieron como jugador de alternativa.

### Estadísticas por torneo
| Campeonato                          | PJ | Goles |
| ----------------------------------- | -- | ----- |
| Campeonato de Primera División 1957 | 8  | 1     |
| Campeonato de Primera División 1958 | 8  | 0     |
| Copa Suecia 1958                    | 1  | 0     |

## Clubes
| Club            | País      | Año       |
| --------------- | --------- | --------- |
| Rosario Central | Argentina | 1957-1958 |